# Church Shocklach
Church Shocklach is een civil parish in het bestuurlijke gebied Cheshire West and Chester, in het Engelse graafschap Cheshire met 290 inwoners.